# Canarii

Les Canarii sont un peuple installé au sud de l'Atlas marocain dans l'Antiquité. Ils sont mentionnés par Pline l'Ancien dans le cadre de l'expédition de Caius Suetonius Paulinus à travers l'Atlas.

## Étymologie
Selon Pline, les Canarii  tireraient leur nom de leurs chiens (lat. canis), étymologie traduisant une volonté d'accentuer le caractère sauvage de ce peuple défini notamment par son mode d'alimentation qui le rapproche des bêtes sauvages. En fait tous les chasseurs partagent les entrailles et les os de leurs proies avec leurs chiens. Selon Pline, les Canarii  habitaient près du fleuve Ger (peut-être l'actuel Oued Guir).

## Toponymie
Leur nom a souvent été rapproché des indigènes des îles Canaries, se nommaient eux-mêmes Igwanciyen, mais le seul lien démontrable est une proximité génétique entre ces insulaires et les Berbères du continent,.